# Минск-Южный (станция)
Минск-Южный (бел. Мінск-Паўднёвы) — грузовая, пассажирская железнодорожная станция,  в черте города Минск.
Станция открыта для выполнения грузовых перевозок. Расположено между остановочным пунктом Лошица и станцией Минск пассажирский, Институт культуры 

## Пассажирское движение
Станция была использована для разгрузки центрального вокзала Минска от пригородного сообщения на время его реконструкции, проекты которой начали разрабатываться в 1970-е годы, и которая затянулась до начала 2000-х.